# Metropolitan Borough of Rotherham
Rotherham – dystrykt metropolitalny w hrabstwie ceremonialnym South Yorkshire w Anglii.

## Miasta
- Dinnington
- Maltby
- Rotherham
- Swinton
- Wath upon Dearne

## Inne miejscowości
Abdy, Aldwarke, Aston cum Aughton, Aston, Aughton, Bramley, Brampton Bierlow, Brampton en le Morthen, Brecks, Brinsworth, Broom, Catcliffe, Dalton, Firbeck, Gildingwells, Greasbrough, Harthill, Hellaby, Hooton Levitt, Hooton Roberts, Kilnhurst, Kiveton Park, Laughton en le Morthen, Letwell, Morthen, North and South Anston, North Anston, Orgreave, Ravenfield, Rawmarsh, Scholes, South Anston, Thorpe Hesley, Thorpe Salvin, Thrybergh, Thurcroft, Todwick, Treeton, Ulley, Wales, Wentworth, West Melton, Whiston, Wickersley, Woodall, Woodsetts.